# Hans Nielsen
Hans Albert Nielsen (* 30. November 1911 in Hamburg; † 13. Oktober 1965 in West-Berlin) war ein deutscher Schauspieler und Synchronsprecher.

## Leben
Nach einer kaufmännischen Lehre nahm Nielsen privaten Schauspielunterricht bei Albrecht Schoenhals und Erich Ziegel. 1932 gab er an den Hamburger Kammerspielen sein Bühnendebüt. Es folgten Engagements in Augsburg, Kiel, Leipzig, Berlin, München und Düsseldorf.
1937 gab er in der Produktion Daphne und der Diplomat zudem sein Spielfilmdebüt. In den nächsten Jahren folgten Auftritte in größeren Produktionen wie Heimat (neben Zarah Leander), Friedrich Schiller – Der Triumph eines Genies (neben Horst Caspar) und Der große König (neben Otto Gebühr). Nielsen stand 1944 in der Gottbegnadeten-Liste des Reichsministeriums für Volksaufklärung und Propaganda.
Nach dem Ende des Zweiten Weltkrieges gründete Nielsen zunächst eine Kabarettgruppe (Die Außenseiter) und spielte in Revuen von Günter Neumann. Mit einer Rolle in Helmut Käutners Drama In jenen Tagen konnte er 1947 bereits wieder an alte Kinoerfolge anschließen. Dabei verkörperte er oft gutmütige und sympathische Charaktere in Amt und Würden. So spielte er einen Pfarrer, der am Tod seines Kindes zu verzweifeln droht in dem erfolgreichen Filmdrama Nachtwache. In Curt Goetz Satire Hokuspokus gab er den Gerichtspräsidenten und den Strafverteidiger in Gestehen Sie, Dr. Corda!. Neben Christopher Lee spielte er einen Kommissar in Sherlock Holmes und das Halsband des Todes; in Scotland Yard jagt Dr. Mabuse spielte er den Polizeichef und an der Seite von Heinz Rühmann spielte er in Der Jugendrichter abermals einen Gerichtspräsidenten. Darüber hinaus spielte er neben Curd Jürgens und Lilo Pulver in der Conrad-Ferdinand-Meyer-Verfilmung Gustav Adolfs Page, den Don Pedro Alvarez in den Karl-May-Verfilmungen Der Schatz der Azteken und Die Pyramide des Sonnengottes sowie in den Edgar-Wallace-Verfilmungen Das indische Tuch und Die Tür mit den sieben Schlössern – bei letzterem sogar als Oberschurke.
Ab 1948 arbeitete Nielsen zudem umfangreich in der Synchronisation. Er lieh seine Stimme berühmten Schauspielkollegen wie Fred Astaire (in Ein süßer Fratz und Daddy Langbein), Gary Cooper (unter anderem in Gegenspionage), Errol Flynn (unter anderem in Robin Hood, König der Vagabunden, Die Liebesabenteuer des Don Juan und Herr des wilden Westens), Cary Grant (Hexenkessel), Rex Harrison (Cleopatra), Phil Silvers (Es tanzt die Göttin), David Niven (unter anderem in Des Königs Dieb), Tyrone Power (unter anderem in Im Zeichen des Zorro und In den Klauen der Borgia), James Stewart (unter anderem in seiner Oscar-prämierten Rolle in Die Nacht vor der Hochzeit sowie Anatomie eines Mordes), Robert Taylor (in Quo vadis?), Spencer Tracy (in Malaya), Orson Welles (in Citizen Kane), Victor Sjöström (in Wilde Erdbeeren) und Trevor Howard (in Der dritte Mann). Des Weiteren sprach er die Rolle des Merlin in dem Disney-Film Die Hexe und der Zauberer. Dieser Film war Nielsens einzige Synchronarbeit für die Zeichentrickbranche. Zudem war er die Stimme des Erzählers im Film Don Camillo und Peppone.
Hans Nielsen starb am 13. Oktober 1965 im Alter von 53 Jahren in Berlin an Leukämie. Die Beisetzung fand auf dem landeseigenen Friedhof Heerstraße im heutigen Ortsteil Berlin-Westend statt (Grablage: 19-D-16). Das Grab ist nicht erhalten.

## Filmografie

### Kinofilme
- 1937: Daphne und der Diplomat
- 1937: Das Geheimnis um Betty Bonn
- 1937: Tango Notturno
- 1938: Kautschuk
- 1938: Heimat
- 1938: Rote Orchideen
- 1938: Fracht von Baltimore
- 1938/50: Preußische Liebesgeschichte
- 1939: Aufruhr in Damaskus
- 1939: Fasching
- 1939: Dein Leben gehört mir!
- 1939: Alarm auf Station III
- 1939: Mein Mann darf es nicht wissen
- 1940: Trenck, der Pandur
- 1940: Falstaff in Wien
- 1940: Friedrich Schiller – Der Triumph eines Genies
- 1940/42: Der große König
- 1941: Ich klage an
- 1942: Die Nacht in Venedig
- 1943: Titanic
- 1943: Ich werde dich auf Händen tragen
- 1943: Leichtes Blut
- 1943: Um 9 kommt Harald
- 1944: Musik in Salzburg
- 1944: Der Engel mit dem Saitenspiel
- 1944: Das kleine Hofkonzert
- 1947: In jenen Tagen
- 1947: Herzkönig
- 1948: Chemie und Liebe
- 1948: Unser Mittwoch Abend
- 1948: Die kupferne Hochzeit
- 1949: Heimliches Rendezvous
- 1949: Nachtwache
- 1950: Fünf unter Verdacht
- 1950: Kronjuwelen
- 1951: Die Tat des Anderen
- 1951: Das späte Mädchen
- 1952: Die Spur führt nach Berlin
- 1953: Die blaue Stunde
- 1953: Hokuspokus
- 1953: Die geschiedene Frau
- 1953: Heimlich, still und leise
- 1954: Der erste Kuß
- 1954: Hochstaplerin der Liebe
- 1954: Geliebtes Fräulein Doktor
- 1955: Zwischenlandung in Paris (Éscale à Orly)
- 1955: Die heilige Lüge
- 1955: Meine Kinder und ich
- 1955: Roman einer Siebzehnjährigen
- 1955: Teufel in Seide
- 1956: Die wilde Auguste
- 1956: Vor Sonnenuntergang
- 1956: Vergiß, wenn Du kannst
- 1956: Mein Bruder Josua
- 1956: Hochzeit auf Immenhof
- 1956: Kleines Zelt und große Liebe
- 1956: Ein Herz kehrt heim
- 1956: Die liebe Familie
- 1957: Königin Luise
- 1957: Glücksritter
- 1957: Tolle Nacht
- 1957: Made in Germany – Ein Leben für Zeiss
- 1957: Anders als du und ich
- 1957: Von allen geliebt
- 1957: Nachts im Grünen Kakadu
- 1957: Kein Auskommen mit dem Einkommen!
- 1958: Zwei Herzen im Mai
- 1958: Herz ohne Gnade
- 1958: Gestehen Sie, Dr. Corda!
- 1958: Schmutziger Engel
- 1958: Der Mann im Strom
- 1958: Das Mädchen vom Moorhof
- 1958: Das haut einen Seemann doch nicht um
- 1958: Der lachende Vagabund
- 1958: Ich werde dich auf Händen tragen
- 1959: Die feuerrote Baronesse
- 1959: Kriegsgericht
- 1959: Verbrechen nach Schulschluß
- 1959: Die Wahrheit über Rosemarie
- 1959: La Paloma
- 1959: Und ewig singen die Wälder
- 1959: Das blaue Meer und Du
- 1959: Bei der blonden Kathrein
- 1959: Heimat – Deine Lieder
- 1959: Bezaubernde Arabella
- 1960: Der Jugendrichter
- 1960: Herrin der Welt
- 1960: Das hab’ ich in Paris gelernt
- 1960: Freddy und die Melodie der Nacht
- 1960: Geschminkte Jugend (Uraufführung 1988)
- 1960: Die zornigen jungen Männer
- 1960: Das Erbe von Björndal
- 1960: Mal drunter – mal drüber
- 1960: Gauner-Serenade
- 1960: Gustav Adolfs Page
- 1961: Stadt ohne Mitleid (Town Without Pity)
- 1961: Blond muß man sein auf Capri
- 1961: Barbara
- 1962: Ich kann nicht länger schweigen
- 1962: Eheinstitut Aurora
- 1962: Die Tür mit den sieben Schlössern
- 1962: Frauenarzt Dr. Sibelius
- 1962: So toll wie anno dazumal
- 1962: Liebling, ich muß dich erschießen
- 1962: Ein Toter sucht seinen Mörder
- 1962: Sherlock Holmes und das Halsband des Todes
- 1962: Sein bester Freund
- 1962: Ich bin auch nur eine Frau
- 1963: Das Todesauge von Ceylon
- 1963: Der Würger von Schloss Blackmoor
- 1963: Das indische Tuch
- 1963: Scotland Yard jagt Dr. Mabuse
- 1963: Die Nacht am See
- 1964: Das Phantom von Soho
- 1964: Herrenpartie
- 1964: Ein Frauenarzt klagt an
- 1964: Das Ungeheuer von London-City
- 1964: Die letzten Zwei vom Rio Bravo
- 1964: Das siebente Opfer
- 1964: Die hundert Ritter (I cento cavalieri)
- 1965: Der Schatz der Azteken
- 1965: Hotel der toten Gäste
- 1965: Die Gejagten der Sierra Nevada (El ranch de los implacables)
- 1965: Die Pyramide des Sonnengottes
- 1965: Die Hölle von Manitoba

### Fernsehfilme
- 1957: Und das am Montagmorgen
- 1957: Weekend
- 1959: Ein unbeschriebenes Blatt
- 1960: 15 Jahre Frieden
- 1962: Die Flucht
- 1963: Der Parasit
- 1964: Die Verschwörung des Fiesco zu Genua
- 1965: Verhör am Nachmittag
- 1965: Tatort
- 1965: Exil

## Hörspiele (Auswahl)
- 1945: Gotthold Ephraim Lessing: Nathan der Weise (Tempelherr) – Bearbeitung und Regie: Hannes Küpper (Berliner Rundfunk)
- 1948: Arnaud d’Usseau, James Gow: Tief sind die Wurzeln (Howard Merrick) – Regie: Hannes Küpper (Berliner Rundfunk)
- 1951: Günter Neumann: Salto mortale. Ein Problemstück mit Gesang und Tanz (Martin Burmester) – Komposition: Günter Neumann, Regie: Ernst Schröder, Hans Rosenthal (Theatermitschnitt – RIAS Berlin)
- 1960: Georg Zivier: Berlin und das Romanische. Von der schöpferischen Bohème (Herr Zett) – Regie: Hanns Korngiebel (RIAS Berlin)
- 1965: Jean Tardieu: Die Ohren des Midas (Professor Lardon) – Regie: Heinz Wilhelm Schwarz (WDR)